# Герб Нового (селище)
Герб Ново́го — один з офіційних символів селища Нове Кропивницького району Кіровоградської області. Затверджений рішенням XXI сесії Новенської селищної Фортечного району міста Кропивницького ради XXII скликання № 91 від 6 лютого 1998 року. Автор герба — В. Пророк.

## Опис
|  | Щит перетятий синім і срібним. У першій частині срібний жайворонок, що летить. У другій — напівперекинутий лазуровий ківш, з якого ллється червоний розплавлений метал. |

Щит обрамований декоративним картушем і увінчаний срібною міською короною з трьома вежками.

## Символіка герба
Срібний жайворонок символізує новий день, що відповідає назві селища; характеризує працьовитість його мешканців та прагнення до сумлінної праці задля гармонійного життя.
Ливарний ківш вказує на промислову галузь, що сприяла розвитку селища.
Синій колір символізує великодушність, чесність, вірність та бездоганність. Білий (срібний) колір символізує благородство, відвертість, а також чистоту, невинність та правдивість. Червоний колір є символом мужності. Всі ці чесноти притаманні професії металургів.